# Jakob Krumbeck
Jakob Friedrich Krumbeck (* 21. Februar 1993 in Kiel) ist ein ehemaliger deutscher Basketballspieler. Der 1,88 Meter lange Aufbauspieler war deutscher Jugendnationalspieler und lief für Science City Jena in der 2. Bundesliga ProA auf.

## Laufbahn
Krumbeck spielte für den TSV Klausdorf und den BBC Rendsburg, ehe er 2009 ans Sportgymnasium Jena ging.
Im Sommer 2009 war er Mitglied der deutschen U16-Nationalmannschaft und nahm an der Europameisterschaft in Litauen teil, im Frühjahr 2010 spielte er für Deutschland beim Albert-Schweitzer-Turnier (erreichte dort mit der U17-Auswahl den dritten Platz) und im Sommer 2010 bei der U17-Weltmeisterschaft in Hamburg.
In der Saison 2010/11 gab Krumbeck seinen Einstand für Science City Jena in der 2. Bundesliga ProA, kam aber vornehmlich in der Jugend sowie in der Mannschaft des TuS Jena in der 2. Regionalliga zum Einsatz. Bis 2012 verbuchte er insgesamt 35 Einsätze in der 2. Bundesliga ProA.
Er zog sich aus dem Profibereich zurück, verließ Thüringen. Im Frühjahr 2014 spielte Krumbeck noch kurzzeitig für die Itzehoe Eagles in der 2. Bundesliga ProB. Später war er Spieler des TSV Kronshagen in der 2. Regionalliga.